# Yannik Bialowas

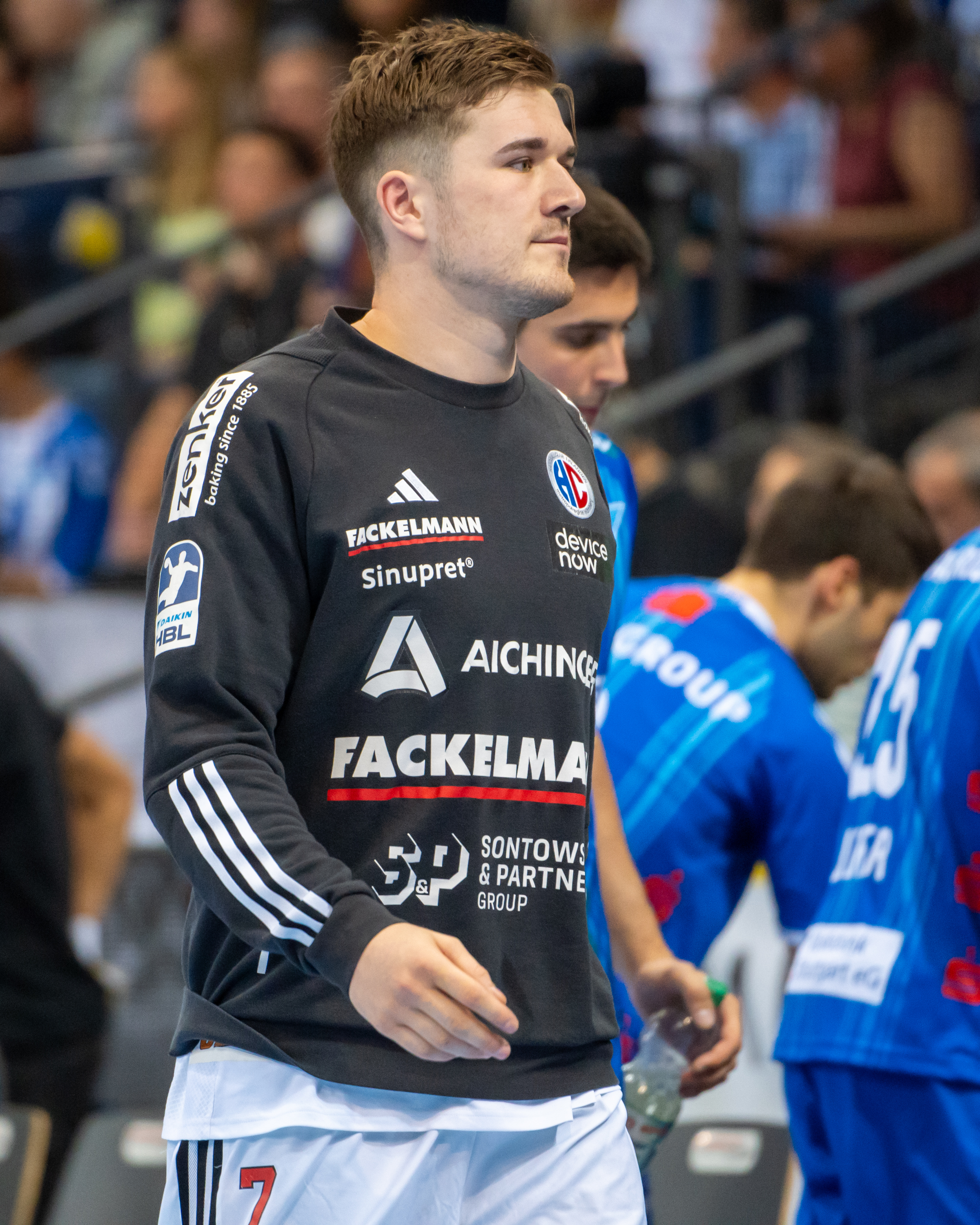
Yannik Bialowas 2025

Yannik Bialowas (* 21. August 2001 in Nürnberg) ist ein deutscher Handballspieler. Er ist Rechtshänder und spielt auf der Linksaußenposition beim HC Erlangen.

## Karriere
Yannik Bialowas begann seine Profikarriere beim Traditionsverein VfL Gummersbach. Der damals 17-jährige Bialowas spielte eigentlich noch in der Jugendakademie des Vereins, bis er 2019 in den Profikader berufen wurde und seine ersten Einsätze bei Gummersbachs Herrenteam in der Bundesliga sammelte. 
Danach ging es für Bialowas zum HC Erlangen, anfangs zur U23, bis er im Dezember 2020 bei den Wölfen Würzburg aushalf und dort die Saison 2020/21 beendete. 2021 kehrte Bialowas zurück zum HC Erlangen und wurde mit einem Zweitspielrecht ausgestattet.
Seit der Saison 2022/23 gehört Bialowas fest zum Profikader der Erlanger und spielt dort auf der Position des Linksaußen in der Bundesliga. Er hat einen Vertrag bis 2027.